# 今週のどんだんず
「今週のどんだんず」（こんしゅうのどんだんず）は、1984年より断続的に青森放送（RAB）のラジオ番組・テレビ番組（1996年 - 1998年のみ・詳細は後述）で放送されていた投稿コーナーである。通称「どんだんず」、「DDZ」（英字表記「Don-Dan-Zu」の略字）。企画・コーナー進行は同局元アナウンサーでプロデューサー・パーソナリティの橋本康成。

## コーナー概要
「どんだんず」とは津軽弁で「いい加減にして！」「それってどうなの？」などと、突っ込みもしくは疑念の意で使われる言葉。
「日常の怒りを笑い飛ばす」というコンセプトのもと、リスナーの日常で起きた不条理、滑稽で思わず突っ込みたくなるエピソードを募集し紹介するという内容であるが、ネタハガキの多くが津軽弁を交えての文体で投稿されており、ローカル色を打ち出しているのが大きな特徴である。
家族や友人など、いわゆる他人の揚げ足取りがネタの主流であるが、リスナー（投稿者）自身の恥ずかしいエピソードや社会への不満・愚痴など、突っ込みの範疇から外れたネタも少なからず存在するため、内容は多岐にわたっている。ネタの朗読とコーナー進行は、1984年の開始時から一貫して橋本康成が担当しており、津軽弁はもとより登場人物に応じて自由自在に声色を変える橋本のネタ読みがコーナー特有の雰囲気を醸し出している。中でも祖父母（老人）絡みのいわゆる「ジジババネタ」は、橋本による声色の絶妙さも相まって根強い人気を得ており、傑作選CDのトラックタイトルにもその影響が反映されている。また、青森県外のリスナーからも投稿が寄せられている。
ネタは必ず「どんだんずー!!」の叫びで締めくくる（叫び方は、ネタの内容やその時々のウケ、橋本のテンションに左右されるため一定していない）。
オープニングで流れるタイトルコールとお囃子は1984年のコーナー開始時のものを一貫して使用しており、傑作選のCD全作にも同様の音源が収録されている。

## よく使われる津軽弁
コーナー開始当初は、ト書きが共通語で台詞が津軽弁という形式の投稿が多かったが、回を重ねるに連れてト書きも含め全面津軽弁での投稿が増え、後の主流となった。文体に関するルールを特に定めていなかったため、全面共通語や南部弁での投稿も少なからずあったが、南部弁が使われている三八地域（主に八戸市など）のリスナーが、無理を押してか津軽弁を交えて投稿する事例もあったことから、橋本が放送内で「投稿は南部弁でもOK」という趣旨の発言をしたこともある。その中でも、よく使われる津軽弁の語句をまとめたので参照されたい。
- 父親（お父さん）→とっちゃ
- 母親（お母さん）→かっちゃ
- 祖父（おじいさん）→じっちゃ、じっこ、じさま（爺様）
- 祖母（おばあさん）→ばっちゃ、ばっこ、ばさま（婆様）
- 子供、幼児→わらし
- 友達、仲間→けやぐ
- 私、僕、俺（一人称）→わ、おら
- ダメだ、まずい、やばい→まいね、まね
- うるさい→さしね
- おや、まあ、あら、などの感嘆詞→わい、わいは
- ～だから、～なので（接続詞）→～（だ、ら）はんで、（だ、した）はんで
- 言う、喋る（言った、喋った）→へる（へった）
- とても、すごく→たんげ、たげ
- 尻→どんず

「ワラッター!」（金曜・土曜）のレギュラー陣に青森県外出身者が多かったことや、リスナーおよびゲストへの配慮として、橋本は方言および青森県特有の事情について適宜、解説を入れていた。なお、橋本自身は三沢市出身であり、根っからの津軽弁話者ではない。

## 沿革
- 1984年 - 1987年（第1期）

深夜ラジオ番組「SAY!MUSIC FELLOW」（1983～1987・橋本の初冠番組）の1コーナーとして1984年8月に誕生。1987年3月の番組終了まで続いた。元々、当番組は青森県内のアマチュア音楽家を紹介する音楽情報番組としてスタートしたが、橋本の意向でバラエティ色を加味した深夜放送ノリの内容に転換、その過程で橋本が「どんだんず」という言葉の響きに触発されてエピソードネタに使ったことがコーナー誕生のきっかけとなった。
この頃の橋本（当時20代）は、現在よりも甲高い声でネタを朗読していた。また、番組終了時、終了記念で100本限定のカセットテープBEST版「愛のカ〜マリ」を作成、リスナーからの応募のみで配布した。
- 1991年 - 1995年（第2期）

1991年4月に「金曜ワラッター!」放送開始。同番組のコーナーとして4年ぶりに復活。橋本曰く、この頃が最も脂の乗りきっていた時期であり、名物コーナーとして定着したのもここから。
その後、人気の高まりとともに、当コーナーの放送を録音・編集した海賊盤テープが出回り、ワラッター内でも話題となった。これを受けて、ワラッターでは「本家海賊盤」と称した90分カセットテープ盤を1993年に自主制作、リスナープレゼントとして限定配布する。のちの「土曜ワラッター」放送時より一般販売される傑作選CDの原型となった。
1994年3月には、コーナー誕生10周年の記念イベント「すごく怒れるものたち」が青森クォーターで行われた。
また同年秋頃、橋本の不在により番組レギュラーであった当時アナウンサーの夏目浩光（現：ディレクター）と水戸華之介の2人による「どんだんず」が一度だけ放送されたが、2人とも津軽弁による朗読に不慣れだった故に橋本担当時と同様のカラーが出せず、不発に終わっている。この時、橋本は出張先の東京から電話で番組に出演、しばしば2人に突っ込みを入れていた。橋本以外の人物がネタを読んだのは、後にも先にもこの時のみである。
1995年3月、橋本が同年4月開始の「出会いふれあい生テレビ!」へ異動のため番組を降板、同時にコーナーも終了。これにより「ワラッター」は一大転機を迎えることとなる。
- 1996年 - 1998年（第3期）

1996年4月、橋本司会の深夜テレビトーク番組「Harvest」開始で復活。ただし2年で番組、コーナーともに終了。
歴代の放送期間としては最短記録であり、テレビでどんだんずが展開された唯一の時期である。
この頃の放送は、暗いスタジオの中でスポットライトに照らされながら、座ってハガキを読む橋本の姿を映し続けるというものだった。
- 2003年 - 2004年（単発放送）

RAB開局50周年を迎えた2003年10月、青森クォーターでのイベント「どんだんず　怒りのてっぺん」とそれに続く「金曜ワラッター!」の特番で一夜限りの復活。
翌2004年には「木曜ワラッター!2004」として再び単発で放送。
- 2006年 - 2016年（第4期）

「土曜ワラッター!」放送開始でレギュラー放送復活。2007年、レギュラー復活後初のCD「どいつもこいつも」発売記念イベント「どんだんず　怒りの乱れ撃ち」を青森市の映画館・シネマディクトにて開催。2009年、コーナー誕生25周年を迎えた。2010年10月で母体の「土曜ワラッター!」と共に放送開始4年を経過し、この時点で放送期間が金曜時代を抜いて歴代最長記録を更新、2016年3月の番組終了まで9年半続いた。橋本によると、この頃よりメールでの投稿も受け付けるようになったため、長文のネタが増えたという。2013年10月には、開局60周年記念特番「瞬（とき）をつないで～60時間ラジオ～」の中で「どんだんずLegend 200」と題して歴代の厳選ネタによる朗読ライブをRAB本社テレビスタジオで開催。
終了後の2019年11月29日18:30 - 22:30に青森放送公式ホームページで生配信されたインターネット番組「金曜ワラッター!2019」では過去のどんだんずの歴史を振り返るとともに「どんだんずと私」のテーマメッセージも募集紹介された。
「ワラッター!」シリーズのコーナーとしては、金曜時代・単発・土曜時代を通して、日清食品一社提供で放送している。

## コーナーから生まれた商品
放送内で採用されたネタを収録したCD・書籍が放送期間中に発売されていた。

### 傑作選CD
（）は発売年。RABの自主制作により青森県内で発売。枚数限定で再発もされていない。
- 「今週のどんだんず SINCE1984」（1994年）

初の傑作選。発売前年に制作されたカセット版「今週のどんだんず 本家海賊盤」がベースとなっている。1,000枚の限定販売であったが、1週間以内に完売。
- 「どんだんず THE LIVE／PARTY ON!」（1995年）

ライブ「すごく怒れる者たち」と、水戸華之介など「金曜ワラッター!」パーソナリティーのオリジナル楽曲を収録。ジャケットには橋本の似顔絵が描かれていた。
- 「今週のどんだんず 怒魂生（いかたましょう）」（2003年）

RAB開局50周年記念を目前に発売された。「金曜ワラッター!」時代のネタと、番組専属ラジオカー「流星号」のテーマ曲「のれゆけ！流星号」（作詞・作曲：橋本康成）を収録。
- 「今週のどんだんず 集成（あつなり）」（2004年）

「SAY!MUSIC FELLOW」時代から2003年・2004年の単発放送時の音源（ライブ音源含む）から内容を厳選したベスト盤。なお、本作より青森県内のローソンでの発売が通例となる。
- 「今週のどんだんず どいつもこいつも」（2007年）

「土曜ワラッター!」開始後、初のオリジナル傑作選（ライブ音源も収録）。これ以後、毎年暮れの傑作選発売も通例となった。
- 「今週のどんだんず 25周年記念盤」（2008年）

ライブ「すごく怒れる者たち」、「どんだんず　怒りのてっぺん」を収録したDVD付の豪華版（CD+DVD）。予約購入者特典として、橋本と親交の深い歌手・鈴木雅之直筆の「どんだんず」ステッカーがあった。
- 「今週のどんだんず LIVE DANZ!DANZ!DANZ!」（2009年・25周年記念盤第2弾）

タイトル通り、ライブ音源を中心に収録（番組主催ライブ「恋するハチマキ」、「恋するハチマキ2」、「どんだんず 怒りの乱れ撃ち」から）。
- 「今週のどんだんず けっこう無敵」（2009年・25周年記念盤第3弾）

当時「土曜ワラッター!」レギュラーだったサクラメリーメンの小西透太がジャケットのイラストを手掛けた。このジャケットにて小西作のオリジナルキャラクター「ずー君」が登場。
- 「今週のどんだんず 得体の知れない衝撃」（2010年）

前作に引き続き小西透太の作画によるジャケットで、「IMPACT」（タイトルに因む）と書かれたクロッシュを開けようとする「ずー君」が描かれている。
- 「今週のどんだんず THE★BEST!」（2011年）

初作から「けっこう無敵」までの傑作を厳選したベスト盤（金曜時代放送分と本家海賊盤から、CD初収録の音源もあり）。ジャケットには、本作のタイトルロゴを囲む形で歴代傑作選のCDジャケットが掲載されている。ブックレットが8ページとなっている他、収録時間は79分25秒と従来よりも長め。
- 「今週のどんだんず DONDAN'Z 11（どんだんずイレブン）」（2011年）

通算11枚目。前作以後、ラジオCMのBGMで流れていた楽曲「どんだんずマーチ」（作詞・作曲：橋本康成）と、ボーナストラックとして、2008年度版「アウトレットスペシャル」（後述）を再編集の上で収録。
- 「今週のどんだんず DONDAN'Z 12（トゥエルブ）追撃者」（2012年）

前々作以来、ジャケットのイラストを小西透太が担当。3世代の家族が卓袱台を囲んで食事をする模様が描かれている。橋本によると、本作タイトルは古くからのリスナーの後を追うように、中高生の新世代リスナーが面白さを注入してきているという印象から付けたという（ジャケット解説より）。
- 「今週のどんだんず DONDAN'Z 13（サーティーン）電光石火」（2013年）

「土曜ワラッター!」準レギュラーのコラボレーション曲を集めたコンピレーションCD「GAME OF WONDER」との同時発売。また本作よりLoppiがミニストップに設置されたことから、Loppiでの予約に限りミニストップでも購入可能となった（店頭販売はこれまで同様、青森県内のローソンのみ取り扱い）。
- 「生誕30周年記念ライブ どんだんずライヴ 怒りの鉄板」（2014年）

生誕30周年記念盤第1弾で、前述の特番内ライブ「どんだんずLegend 200」からさらにネタを厳選した2枚組のコンピレーション盤。テレビ「ZIP!FRIDAY」の1コーナーを編集したDVD「あおねごDVD」との同時発売。
- 「今週のどんだんず DONDAN'Z 15 自我蔵」（2014年）

生誕30周年記念盤第2弾の傑作選。前年より番組のミニコーナーに出演していた俳優・鈴木勝大がジャケットのイラストを手がけた。予約購入者特典として、初代の傑作選「今週のどんだんず 本家海賊版」の再編復刻CDが配布された。
- 「今週のどんだんず DONDAN'Z 16 別世界探検」（2015年）

前作に続き、ジャケットのイラストを鈴木勝大が手がけた。本作発売後、年内最後の放送にて2016年3月の番組終了が発表されたことから、これが事実上最後の傑作選発売となった。
- 「今週のどんだんず DDZ17 最後の闘い」（2019年）

「土曜ワラッター!」末期の2015年度下半期の内容に加え長らく音源化されていなかったテレビ番組「Harvest」での内容を収録。
- 「今週のどんだんず グレイテストヒッツ」（2020年）

1984年から2016年までの内容から3作に分けて収録した傑作選。第1巻は「SINCE1984」から「どいつもこいつも」、第2巻は「25周年記念盤」から「追撃者」、第3巻は「電光石火」から「最後の闘い」までを収録。また3作セットでの予約・初回購入特典として全3巻の本編に収まりきらなかったネタと2019年のインターネット番組「金曜ワラッター!2019」で紹介された「どんだんずと私」メッセージを収録した特典CDが1,000枚限定で付属。

### 書籍
- 「どんだんず〜!」（1994年11月、路上社[12]より発行。書籍コード：ISBN 4947612649）

## 備考
- 「土曜ワラッター!」開始2年後の2008年暮れから、収録時間などの制約によりCD未収録となった秀作ネタの総集編「アウトレットスペシャル」を放送している。初回となった2008年度はCD「25周年記念盤」発売日（12月13日）の放送であったが、2009年度・2010年度は年明け初回、2011年度は大晦日と年末年始にかけての放送となっている。
- 2010年7月17日の放送で、過去に放送されたネタの盗作が採用されてしまい、それに気付いた橋本が朗読を中断するハプニングが発生した。この後、橋本は「君（投稿者）、イエローカードですよ!聴いた作品を書くとこういうことになるんですよ!!」とリスナーへ向けた戒めの発言をした。その内容は、トイレ待ちで苛々していた投稿者の前に、用足しを終えてトイレから出てきた祖父が「作戦失敗!」と言うもので、「金曜ワラッター!」時代に放送されたネタであった（CD「怒魂生」「THE★BEST!」に収録）。
  - この他にも他媒体からの盗作やパクリと思われるネタが採用された場合は番組に報告するように橋本が呼びかけたことがある[13]。
- 2011年8月6日の「土曜ワラッター!」では、コーナー開始から現在までを振り返る特別編を放送、金曜時代の夏目・水戸コンビによる一夜限りの「どんだんず」（前述）が十数年ぶりにOAされた他、リスナー啓発のため、不採用となったネタ[14]を朗読するという異例の試みがなされた。